# Tir als Jocs Olímpics d'estiu de 1912 - Carrabina, 50 metres per equips
La competició del carrabina, 50 metres per equips va ser una de les divuit proves de programa de Tir dels Jocs Olímpics d'Estocolm de 1912. Es disputà el 3 de juliol de 1912 i hi van prendre part 24 tiradors procedents de 6 nacions.
La competició es va disputar sobre una distància de 50 metres.

## Medallistes
| Or                                                                      | Plata                                                                       | Bronze                                                                      |
| Regne UnitEdward Lessimore · Robert Murray · Joseph Pepé · William Pimm | SuèciaEric Carlberg · Vilhelm Carlberg · Arthur Nordenswan · Ruben Örtegren | Estats UnitsFrederick Hird · William Leushner · Carl Osburn · Warren Sprout |

## Resultats
| Pos. | Nació                  | Punt. Ind.   | Punt. Equip |
| ---- | ---------------------- | ------------ | ----------- |
| 1    | Regne Unit             | Regne Unit   | 762         |
| 1    | William Pimm           | 195          | 762         |
| 1    | Edward Lessimore       | 193          | 762         |
| 1    | Joseph Pepé            | 189          | 762         |
| 1    | Robert Murray          | 185          | 762         |
| 2    | Suècia                 | Suècia       | 748         |
| 2    | Arthur Nordenswan      | 190          | 748         |
| 2    | Eric Carlberg          | 189          | 748         |
| 2    | Ruben Örtegren         | 185          | 748         |
| 2    | Vilhelm Carlberg       | 184          | 748         |
| 3    | Estats Units           | Estats Units | 744         |
| 3    | Warren Sprout          | 193          | 744         |
| 3    | William Leushner       | 188          | 744         |
| 3    | Frederick Hird         | 185          | 744         |
| 3    | Carl Osburn            | 178          | 744         |
| 4    | França                 | França       | 714         |
| 4    | Léon Johnson           | 189          | 714         |
| 4    | Pierre Gentil          | 183          | 714         |
| 4    | André Regaud           | 180          | 714         |
| 4    | Maxime Landin          | 162          | 714         |
| 5    | Dinamarca              | Dinamarca    | 708         |
| 5    | Povl Gerlow            | 185          | 708         |
| 5    | Lars Jørgen Madsen     | 180          | 708         |
| 5    | Frants Nielsen         | 177          | 708         |
| 5    | Hans Denver            | 166          | 708         |
| 5    | Grècia                 | Grècia       | 708         |
| 5    | Ioannis Theofilakis    | 184          | 708         |
| 5    | Iakovos Theofilas      | 177          | 708         |
| 5    | Frangiskos Mavrommatis | 174          | 708         |
| 5    | Nikolaos Levidis       | 173          | 708         |